# Riceboro
Riceboro és una població dels Estats Units a l'estat de Geòrgia. Segons el cens del 2000 tenia 736 habitants.

## Demografia
Segons el cens del 2000, Riceboro tenia 736 habitants, 256 habitatges, i 190 famílies. La densitat de població era de 25,6 habitants/km².
Dels 256 habitatges en un 32,4% hi vivien nens de menys de 18 anys, en un 46,5% hi vivien parelles casades, en un 21,1% dones solteres, i en un 25,4% no eren unitats familiars. En el 23,8% dels habitatges hi vivien persones soles el 12,1% de les quals corresponia a persones de 65 anys o més que vivien soles. El nombre mitjà de persones vivint en cada habitatge era de 2,88 i el nombre mitjà de persones que vivien en cada família era de 3,42.
Per edats la població es repartia de la següent manera: un 29,9% tenia menys de 18 anys, un 8,3% entre 18 i 24, un 25,3% entre 25 i 44, un 22% de 45 a 60 i un 14,5% 65 anys o més.
L'edat mediana era de 36 anys. Per cada 100 dones de 18 o més anys hi havia 91,1 homes.
La renda mediana per habitatge era de 31.406 $ i la renda mediana per família de 40.938 $. Els homes tenien una renda mediana de 31.635 $ mentre que les dones 17.250 $. La renda per capita de la població era de 15.235 $. Entorn del 15,5% de les famílies i el 19,2% de la població estaven per davall del llindar de pobresa.

## Poblacions més properes
El següent diagrama mostra les poblacions més properes.